# Флаг Сараева
Флаг Сараева является официальным государственным символом города Сараево, столицы Боснии и Герцеговины.
Флаг Сараева представляет собой прямоугольное полотнище светло-голубого цвета с соотношением сторон 1:2, в центре которого находится печать (герб) Сараева.
Статья 3 официального акта городского совета гласит:
"Флаг может быть изготовлен в различных размерах, но пропорции должны быть всегда 1:2."